# الحرية الدينية في كندا
الحرية الدينية في كندا: هي حق يحميه الدستور، ما يسمح للمؤمنين بحرية التجمع والتعبير دون قيود أو تدخل.

## الإطار القانوني

### الحقوق الدستورية
ينص قسم «الحريات الأساسية» في ميثاق الحقوق والحريات الكندي على ما يلي:
لكل فرد الحريات الأساسية التالية:
- حرية المعتقد والدين.
- حرية الفكر والمعتقد والرأي والتعبير، بما في ذلك حرية الصحافة وغيرها من وسائل الاتصال.
- حرية التجمع السلمي.
- حرية تأسيس الجمعيات.

لذلك فإن الكنديين أحرار في معتقداتهم وآرائهم، ولهم الحرية في ممارسة الدين أو الامتناع عنه، ولهم الحرية في إنشاء منظمات إعلامية ذات محتوى ديني أو دونه، تستفيد المؤسسات الدينية الكندية عمومًا من مركز المنظمات الخيرية، التي تتيح للداعمين الاستفادة من الإعفاءات الضريبية أو الخصومات المتعلقة بمساهماتهم المالية.
تستند كندا إلى مبادئ تعترف بسيادة الله وفقًا لديباجة الميثاق. إذ لم يُمنح هذا الجزء من الديباجة تأثيرًا قانونيًا في فقه الميثاق. وقد انتُقد الاعتراف الدستوري بالله باعتباره متعارضًا من ناحية المبدأ مع الحرية الأساسية للمعتقد والدين، المضمونة في القسم الثاني من الميثاق، إذ إنه سيضر بمن لا يحمل معتقدات توحيدية أو المؤمنين بتعدد الآلهة كالملحدين والبوذيين.
تعترف ديباجة الميثاق بسيادة القانون، وهو مبدأ ينص على أن القانون يجب أن يحكم الدولة، بدلاً من أن تكون محكومة بقرارات المسؤولين الحكوميين.

### قوانين حقوق الإنسان
تُحمى الحريات الدينية من تدخل الدولة بموجب الدستور، وتخضع تصرفات الأفراد العاديين بشكل كبير لقوانين حقوق الإنسان الإقليمية.
تحظر هذه الحقوق، التمييز في السوق والإقامة والعمل على أساس مجموعة متنوعة من السمات الشخصية، بما في ذلك الدين. هناك أيضًا قانون فيدرالي، هو القانون الكندي لحقوق الإنسان، الذي يحظر التمييز في أماكن العمل والشركات الخاضعة للولاية القضائية الفيدرالية، مثل البنوك وشركات الطيران. 

### الاجتهاد القضائي
قضت المحكمة العليا في كندا في قضية «تشابوت في رومان» في عام 1955، المتعلقة بشهود يهوه، بأن لجميع الأديان حقوق متساوية، بناءً على التقاليد وسيادة القانون. لم تشكل أي من قوانين ذلك الوقت الأساسَ لهذه الحجة.
قضت اللجنة القضائية التابعة لمجلس الملكة الخاص -محكمة الملاذ الأخير لكندا داخل الإمبراطورية البريطانية في ذلك الوقت- في قضية «غيبورد» في عام 1874، بأن المحاكم المدنية في كندا لها صلاحية حل النزاعات بين أعضاء الكنيسة وتنظيم الكنيسة. كان أساس الحكم هو أن الكنائس مُطالبة بالامتثال للقواعد والقوانين الداخلية الخاصة بها، ولأعضاء الكنيسة الحق في أن يُعاملوا وفقًا لتلك القواعد والقوانين الداخلية. وقضت اللجنة القضائية في نقطة محددة من قضية «غيبورد»، بأن الكنيسة الكاثوليكية الرومانية في مونتريال لا يمكنها رفض دفن عضو متوفى في الكنيسة بسبب آرائه السياسية.
قدمت المحكمة العليا في كندا، في قضية «سينكيات نورثكرست في أمزلم»، اختبارًا ذا شقين لاعتماد قانون بشأن حرية الدّين، أولاً، إثبات ممارسة أو اعتقاد له صلة بالدين. ثانياً، يجب أن يكون الشخص صادقًا في إيمانه. وذكرت المحكمة أيضًا أن الممارسة المعنية للدّين لا يجب أن تكون إلزامية، أو أن يلتزم بها جميع من يمارسون الدين. المهم هو أن هذه الممارسة لها صلة بالدين. (انظر الفقرة 44 من الحكم).

## الإسكان المعقول لأسباب دينية

### الأساس القانوني
تكفل المادة الخامسة عشر من الميثاق الكندي للحقوق والحريات، المساواة بين جميع الأفراد. يشجع هذا القسم على السعي لتحقيق المساواة ورفض التمييز في ظل الخلفيات المذكورة أو المشابهة. ويحمي الميثاق مع ذلك، الأفراد فقط من تصرفات وسياسات وقواعد الكيانات العامة لا من الأفراد والمنظمات الخاصة.
تنص المادة 15 من الميثاق على:
15.(1) لكل فرد حق المساواة أمام القانون وبموجبه، وله الحق في الحماية المتساوية والمزايا المتساوية دون تمييز، ولا سيما التمييز على أساس العرق أو الأصل القومي أو الإثني أو اللون أو الدين أو الجنس أو العمر أو الإعاقة العقلية أو الجسدية.
(2) القسم الفرعي (1) لا يحول دون أي قانون أو برنامج أو نشاط يهدف إلى تحسين ظروف الأفراد أو المجموعات المحرومة، بما في ذلك الفئات المحرومة بسبب العرق أو الأصل القومي أو الإثني أو اللون أو الدين أو الجنس أو العمر أو الإعاقة العقلية أو الجسدية.
يحظر قانون حقوق الإنسان الكندي «سي إتش أر إيه» في المادة 3 (1) التمييز لاعتبارات محظورة، من قبل الجهات الفاعلة التي تخضع للولاية القضائية الفيدرالية، مثل التلفزيون، والصناعات الخاضعة للتنظيم الفدرالي.
للمقاطعات الكندية تشريعات خاصة بحقوق الإنسان، يمكن أن تكون واضحة فيما يتعلق بمفهوم الإسكان المعقول. تعرّف المادة 9 (1) (دي) من قانون حقوق الإنسان في مانيتوبا، التمييز بأنه «الإخفاق في توفير إسكان معقول للاحتياجات الخاصة لأي فرد أو مجموعة إذا كانت تلك الاحتياجات الخاصة تستند إلى أسباب محظورة». تُلزم هذه التشريعات الإقليمية الجهات الفاعلة الخاضعة لولايتها (أصحاب العمل، ومقدمو الخدمات، وملّاك العقارات) باحترام واجب الإسكان والحفاظ على مجتمع متعدد الثقافات.
تكون خصوصية واجب الإسكان على أساس ديني، بأن تندرج القضايا ضمن اختصاص الميثاق وغيره من قوانين حقوق الإنسان الفيدرالية والمحلية، وأنها تتحدى مفاهيم القيم الاجتماعية والعلمانية والمساواة بين الجنسين.

### التعريف
مفهوم الإسكان المعقول هو ابتكار قضائي. يعني أن «تدابير مكافحة التمييز الفيدرالية/ الريفية/ الإقليمية، تفرض واجبًا إيجابيًا على أصحاب العمل، ومقدمي الخدمات، وملاك العقارات؛ لتلبية احتياجات الناس لأسباب مرتبطة بأسباب تمييزية معروفة». ووفقًا لساندرا فريدمان، يمثل واجب الإسكان المعقول «المساواة الفعلية» ويعززها لثلاثة أسباب: أولاً، «المساواة غير متكافئة بشكل واضح، وتهدف إلى إصلاح الضرر حتى لو كان ذلك يستلزم معاملة مختلفة أو أكثر ملائمة». ثانياً، يركز على «تعديل البيئة لتسهيل مشاركة المتضررين». أخيرًا، «يتجاوز مفاهيم المساواة الأخرى من ناحية أنه يفرض صراحةً واجبًا إيجابيًا لإجراء تغييرات».
يرتبط مفهوم الإسكان المعقول ارتباطًا مباشرًا بالحرية الدينية. «نقل قرار مولتاني الإسكان المعقول من مجال قانون العمل إلى خطاب قانوني أوسع حول الحرية الدينية بشكل عام».
ينتقل عبء الإثبات -في الدعاوى المتعلقة بالتمييز على أسس دينية- إلى صاحب العمل أو المالك أو مقدم الخدمة الذي يتعين عليه إثبات العنصرين: (1) أن الحكم ضروري (2) وأنه يؤوي الفرد إلى حد من المشقة لا داعي لها.

### الحدود
يواجه واجب الإسكان المعقول لأسباب دينية بعض الحدود، لعدم كون جميع الحقوق مطلقة. يتطلب واجب الإسكان المعقول في الواقع، وجود توازن بين حقوق المدعي وصاحب واجب الإسكان.
الحد الرئيس لواجب الإسكان مدرج في قانون حقوق الإنسان الكندي (سي إتش آر إيه)، وهو مفهوم المشقة التي لا داعي لها. يدل على إمكانية تبرير الممارسة التمييزية إذا أثبت صاحب الواجب أنه يتحمل أعباء الإسكان المطلوبة أكثر من اللازم. تشمل المشقة التي لا داعي لها «الصحة والسلامة والتكلفة». يقسم البروفيسور كريستيان برونيل معايير التقييم في ثلاث فئات: حدود الموارد المالية والمادية للشركة/ المؤسسة، وانتهاك حقوق الضحية، وحسن سير العمل في الشركة/ المؤسسة. يأخذ القاضي أيضًا في الاعتبار السمة المعقولة للسياسة أو القاعدة أو المعيار الجدلي، وجهد تقديم الخدمة من جانب صاحب الواجب، والسمة المفرطة للقيود. توافق المحاكم عمومًا على أن صاحب الشكوى يجب أن يتخذ خطوات تجاه الإسكان أو «يجب عليه التضحية بمبادئه الدينية أو وظيفته».